# L'Herbe sauvage
Pour plus de détails, voir Fiche technique et Distribution.
L'Herbe sauvage est un film ivoirien réalisé par Henri Duparc, sorti en 1977. 

## Synopsis
Elle est médecin, il est chef d’entreprise. Trop d’heures au travail et trop de disputes conjugales. L’homme trouve refuge dans les bras d’une autre femme, son « deuxième bureau » qui tient à distance tout l’entourage de sa femme légitime. Celle-ci décide de se séparer et commence une nouvelle vie indépendante.

## Fiche technique
- Titre : L’herbe sauvage
- Autre titre : Wild grass
- Réalisation : Henri Duparc
- Production : Société ivoirienne de cinéma (SIC)
- Distribution : Focale 13 (Les films Henri Duparc )
- Musique originale: Manu Dibango
- Montage : Régis Alix
- Son : Emile Miraval
- Photographe de plateau : Christian Lacoste
- Script : Hanne Nourri
- Cadreur : Benoît Say Kan N’Da
- Régisseur général : Jean- Ange Casavecchia
- Pays d’origine :  Côte d'Ivoire
- Langue : Français
- Format : vidéo / couleur
- Genre : Comédie dramatique
- Durée : 76 minutes (1 h 16)
- Dates de sortie : 
  -  France : 20 mai 1977
  -  Japon : 15 juillet 1978

## Distribution
- Eugénie Garcia
- Léonard Groguhet
- Evelyne Mane
- Donaldo Sofana
- Clémentine Tikida
- Viviane Touré